# Musse Pigg i Mexiko
Musse Pigg i Mexiko (engelska: The Cactus Kid) är en amerikansk animerad kortfilm med Musse Pigg från 1930.

## Handling
Musse Pigg går in på en krog där Mimmi Pigg dansar och Musse börjar själv dansa och spela piano. Svarte Petter kommer in och beter sig illa mot Mimmi. Musse försöker försvara henne, men Petter kidnappar henne. Musse tar sin ridhäst Klasse och följer efter Petter för att rädda Mimmi.

## Om filmen
Filmen är den 18:e Musse Pigg-kortfilmen som producerades och den tredje som lanserades år 1930.
Filmen är den första där Marcellite Garner gjorde rösten till Mimmi Pigg. Hon kom att inneha rollen fram till 1941, då hon lämnade Disney.
Detta är både första gången som Svarte Petter bär på ett träben och första gången som han talar på film.
Filmen är den sista Disney-film som tecknades av Ub Iwerks.
Musiken som spelas i filmen är rapsodin España av Emmanuel Chabrier och Cancan av Jacques Offenbach.
Animationen i en scen kommer från den tidigare Disney-filmen Sagebrush Sadie från 1928 med Kalle Kanin som stod som förebild för Musse Pigg.
Filmen hade svensk premiär den 7 maj 1933 på biografen Metropol-Palais i Stockholm.

## Rollista
- Walt Disney – Musse Pigg
- Marcellite Garner – Mimmi Pigg
- Billy Bletcher – Svarte Petter[6]